# Hindley Hall

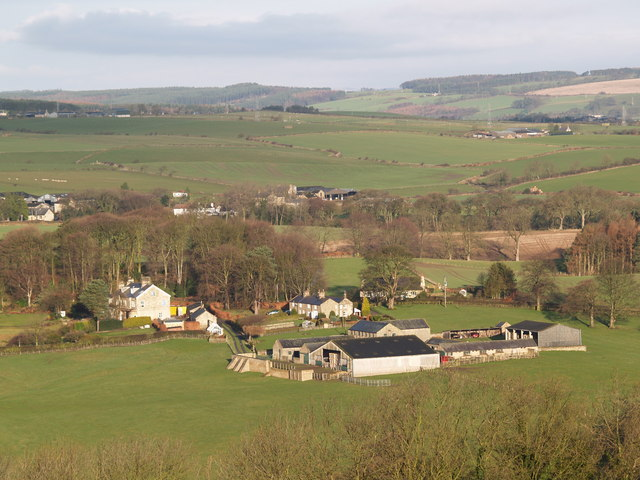
Der Weiler Hindley mit den Gebäuden des ehemaligen Landhauses

Hindley Hall ist ein Landhaus im Dorf Hindley, südlich des Flusses Tyne zwischen den Städten Hexham und Prudhoe in der englischen Grafschaft Northumberland. Das Landhaus ist heute in drei Wohnhäuser und vier Wohnungen aufgeteilt.

## Geschichte
Der Weiler Hindley ist 1232 erstmals urkundlich erwähnt. Das Land wurde innerhalb verschiedener ortsansässiger Familien weitervererbt. Es ging durch die Hände der Boutflowers, Ridleys und Surtees. Schließlich kam es in Besitz von Edward Montagu (1692–1775), dem Enkel von Edward Montagu, 2. Earl of Sandwich. Seine Witwe, Elizabeth Montagu, verkaufte es am 12. Mai 1787 an George Potts, der es 1797 wiederum an seinen Sohn Matthew Potts vererbte.
1849 wurde das Anwesen von Hindley, bestehend aus 146 Hektar Land, davon 12 Hektar lichter Wald, versteigert. Einziger Bieter war John Featherstone Ayton, der £ 5050 dafür bezahlte. Zunächst lebte er in dem Bauernhof auf dem Gelände, ließ aber ein Landhaus für sich bauen. 1861 war das neue Haus fertig und der 43-jährige Ayton zog mit seiner gleichaltrigen Frau Ann Maria und seinen sieben Kindern (sechs Söhne und eine Tochter) ein. Drei seiner Söhne schickte er in Deutschland auf die Schule.
1874 kaufte William Foster das Landhaus für £ 19.000 und erweiterte es beträchtlich. 1881 weist eine Volkszählung seine Witwe Mary Foster, seinen 17-jährigen Sohn Alfred J. Foster und zwei Diener als Bewohner aus.
1947 wurde das Landhaus an die Gateshead Corporation verkauft und 1953 dazu 11 Hektar Land. Es sollte als Schule für etwa 60 Schüler genutzt werden. In den 1950er- und 1960er-Jahren wurden ein Ostflügel und eine Turnhalle angebaut. Die Bausteine dafür wurden von der Ruine des Ravensworth Castle geholt. Wohnungen für zwei stellvertretende Rektoren und ein Bungalow für den Rektor der Schule entstanden 1958, existieren aber heute nicht mehr. Man baute ein Gewächshaus und legte einen Küchengarten an, um die Schüler zu unterrichten. Ein großer Anteil der Schüler waren verhaltensauffällig und das Augenmerk der Schule lag auf der Verhinderung von Schuleschwänzen der Verminderung der Kriminalitätsrate unter den Schülern. Bald war klar, dass die Schule damit Erfolg hatte und so kamen viele Besucher zum Training und, um Berufserfahrung zu sammeln. 1991 wurde die Schule geschlossen und 1993 verkaufte die Gesellschaft die 11 Hektar Land.
In der Folge entstanden im Ostflügel vier Privatwohnungen und der Rest der Gebäude wurde in drei Einfamilienhäuser aufgeteilt.